# Campylopus perangustifolius
Campylopus perangustifolius är en bladmossart som beskrevs av C. Müller 1896. Campylopus perangustifolius ingår i släktet nervmossor, och familjen Dicranaceae. Inga underarter finns listade i Catalogue of Life.